# Campeonato de Wimbledon 1903
La edición 27.º del Campeonato de Wimbledon se celebró entre el 22 de junio y el 1 de julio de 1903 en las pistas del All England Lawn Tennis and Croquet Club de Wimbledon, Londres, Inglaterra.
El cuadro individual masculino lo iniciaron 42 jugadores mientras que el femenino lo iniciaron 12 tenistas.

## Hechos destacados
En la competición individual masculina se impuso el británico Lawrence Doherty logrando el segundo título que obtendría en el torneo al imponerse en la final al británico Frank Riseley.
En la competición individual femenina la victoria fue para la británica Dorothea Douglass logrando el primer título que obtendría en Wimbledon al imponerse a la británica Ethel Thomson Larcombe.

## Palmarés
| Seniors              | Vencedor                        | Resultado     | Finalista                  | Finalista |
| -------------------- | ------------------------------- | ------------- | -------------------------- | --------- |
| Individual masculino | Lawrence Doherty                | 7–5, 6–3, 6–0 | Frank Riseley              |           |
| Individual femenino  | Dorothea Douglass               | 4–6, 6–4, 6–2 | Ethel Thomson Larcombe     |           |
| Dobles masculino     | Reginald Doherty Laurie Doherty | 6–4, 6–4, 6–4 | Sydney Smith Frank Riseley |           |

## Cuadros Finales

### Torneo individual  femenino
| Predecesor: 1902                                       | Campeonato de Wimbledon 1903 | Sucesor: 1904                                       |
| Predecesor: Campeonato nacional de Estados Unidos 1902 | Grand Slam 1903              | Sucesor: Campeonato nacional de Estados Unidos 1903 |

- Datos: Q2121893